# Ranunculus lobulatus
Ranunculus lobulatus är en ranunkelväxtart som först beskrevs av Thomas Kirk, och fick sitt nu gällande namn av Leonard C. Cockayne. Ranunculus lobulatus ingår i släktet ranunkler, och familjen ranunkelväxter. Inga underarter finns listade i Catalogue of Life.